# Walter Kingsford
Walter Kingsford, född Pearce den 20 september 1882 i Redhill i Surrey, död 7 februari 1958 i North Hollywood, Los Angeles, Kalifornien, var en brittisk skådespelare. 
Kingsford föddes som Walter Pearce och hade flera systrar. Kingsford började sin karriär på teaterscenerna i London innan han flyttade till Hollywood där han fick en lång rad biroller. Han hade en återkommande roll som Dr P. Walter Carew in den populära filmserien om Dr. Kildare (och Dr. Gillespie). Under 1950-talet medverkade han i flera TV-program.
Walter Kingsford dog i Hollywood 1958.

## Filmografi i urval
- 1935 – Marietta
- 1935 – Mysteriet Edvin Drood
- 1935 – Shanghai
- 1935 – Efterlyst
- 1936 – Meet Nero Wolfe
- 1936 – Den osynliga strålen
- 1936 – Hearts Divided
- 1937 – Havets hjältar
- 1937 – Stolen Holiday
- 1938 – Algiers
- 1938 – Om jag vore kung
- 1938 – Hela familjen på vift
- 1938 – Dockhustrun
- 1939 – Mannen med järnmasken
- 1939 – Frihetshjälten Juarez
- 1939 – Miracles for Sale
- 1939 – Dr. Kildare sökes
- 1940 – Reuter meddelar
- 1940 – Ett svårt fall för doktor Kildare
- 1940 – Bara kamrater..?
- 1941 – Hemliga Higgins
- 1941 – The People vs. Dr. Kildare
- 1941 – Dr. Kildare's Wedding Day
- 1941 – Utan skrupler
- 1942 – Min favoritblondin
- 1942 – Fingers at the Window
- 1942 – Flykt i natten
- 1943 – Oss svindlare emellan
- 1943 – Hasardspelaren
- 1943 – Vi mötas i gryningen
- 1949 – Orkan
- 1951 – Synden i blodet
- 1958 – Kors i taket